# Niphoparmena rougemonti
Niphoparmena rougemonti là một loài bọ cánh cứng trong họ Cerambycidae.